# Gespräch mit dem Biest
Gespräch mit dem Biest – Conversation with the Beast (Conversación con la bestia) es una película alemana  de 1996 dirigida por Armin Mueller-Stahl.
Para su principio de director, Mueller-Stahl eligió una farsa de Hitler. La película habla de un investigador estadounidense (interpretado por Bob Balaban), que se entrevista con un hombre de 103 años que pretenden ser Hitler.
Se distribuyó la película se mostró en todo el mundo más de a 20 festivales, pero no en vídeo.